# П'єр Саворньян де Бразза

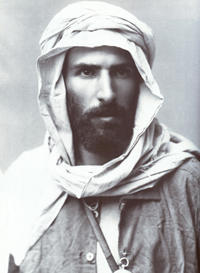

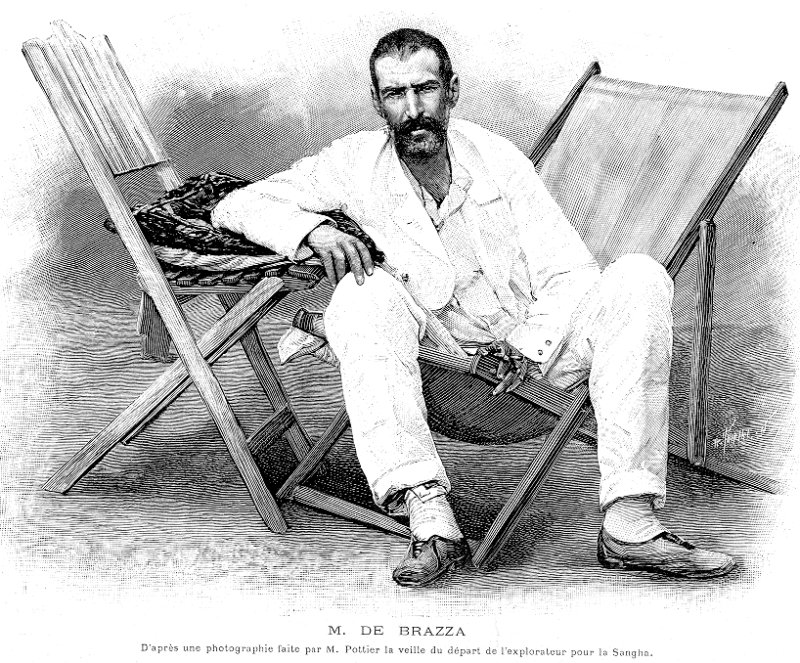
Повернення. Ілюстрація 23 лютого 1895

П'єр Саворньян де Бразза (фр. Pierre Savorgnan de Brazza, італ. Pietro Paolo Savorgnan di Brazzà 26 січня 1852, Рим, Папська область — 14 вересня 1905, Дакар, Франція) — французький дослідник і мандрівник по Африці італійського походження. Відкрив й вивчив басейни річок Огове, Н'янга та Квілу.

## Життєпис
За походженням був італійцем, народився у Римі. Його родина мала численні зв'язки із Францією, тому П'єр навчався у Військово-морській академії у Бресті.
У 1874 вирушив до Африки. Тут він вивчав річки Габон й Огове. Для цього де Бразза здійснив декілька експедицій.
У 1879—1882 досліджував територію навколо правого берега річки Конго. Завдяки його зусиллям Франція створила нову колонію — Французьке Конго. Де Бразза також заснував адміністративний центр цієї колонії (названий на його честь) — Браззавіль.
З 1886 по 1898 був губернатором Французького Конго.
Помер 14 вересня 1905 в Дакарі (сучасний Сенегал).